# Рязь
Рязь  (Большая Рязь) (баш.  Рәз ; возможно, от иран. рез `течь, литься`) — река в России, протекает по территории Башкортостана. Берёт начало на склоне горы Арвякрязь. Устье реки находится в 1283 км по левому берегу реки Белая. Длина реки составляет 29 км. Количество притоков протяжённостью менее 10 км — 18, их общая длина составляет 59 км.
Крупнейший правый приток Рязи — река Уткаль.

## Данные водного реестра
По данным государственного водного реестра России относится к Камскому бассейновому округу, водохозяйственный участок реки — Белая от водомерного поста Арский Камень до Юмагузинского гидроузла, речной подбассейн реки — Белая. Речной бассейн реки — Кама.
Код объекта в государственном водном реестре — 10010200212111100016969.